# Bodo von Katte
Bodo Karl Ludwig von Katte (* 1799 in Wohlau; † 3. Februar 1876 in Kattenhofe bei Genthin) war ein deutscher Offizier, zuletzt Oberst, Gutsbesitzer und Parlamentarier.

## Leben
Sein Vater war Gottfried Dietrich Bodo von Katte (* 1755; † 1833), Gutsherr auf Alten-Klitsche, Sydow und Bellin. Die Mutter war dessen erste Ehefrau Anna von Merian.
Bodo studierte an der Universität Leipzig und der Friedrich-Wilhelms-Universität zu Berlin. 1817/18 wurde er Mitglied des Corps Marchia Berlin. Nach dem Studium schlug er die Offizierslaufbahn ein. Er war Major und Platz-Kommandant in Mainz und lebte zuletzt als Oberst a. D. in Kattenhofe bei Genthin. Als Gutsherr erbte er die Güter des Vaters, resp. vormals vom jüngsten Onkel, Oberst Wilhelm Alexander Ernst Ludwig von Katte (* 1757; † 1824).
1853–1855 saß Katte als Abgeordneter des Wahlkreises Magdeburg 2 im Preußischen Abgeordnetenhaus. Er gehörte der Fraktion bei Meser an.
Bodo von Katte war dreimal verheiratet, zuerst eine Frau von der Hagen, dann die bürgerliche Katharina Dorothea Staikenscheider, zuletzt eine Frau von Kolmetz. Aus diesen Beziehungen stammen zwei Töchter. Johanna heiratete Alexander von Katte-Zollchow, Dorothea ehelichte den kgl. preuß. Hauptmann Reimar von der Hagen. Die beiden Katte-Söhne starben jung.